# Svetlana Gladîșeva
Svetlana Gladîșeva (n. 13 septembrie 1971, Ufa, RSFS Rusă, URSS) este o schioare alpină ce a reprezentat Uniunea Republicilor Sovietice Socialiste, medaliată olimpică. A participat la 3 ediții ale Jocurilor Olimpice (1992, 1994, 1998) în care a câștigat o medalie de argint.